# دانييل أوسورنو
دانييل أوسورنو كالفيو (بالإسبانية: Daniel Osorno)‏ (مواليد 16 مارس 1979 في غوادالاخارا) لاعب كرة قدم مكسيكي دولي يجيد اللعب في خط الهجوم . يلعب حاليا لصالح نادي أطلس المكسيكي من سنة 2009 .

## مسيرته الكروية
لعب دانييل أوسورنو خلال مسيرته الاحترافية مع 6 أندية في ثمانية عشر موسمًا وسجل خلالها 64 هدفًا ضمن 354 مباراة. ولم يفز بأي موسم بالكأس أو بالدوري.
خاض دانييل أوسورنو مسيرته مع نادي أطلس في موسم 1996–97 في المرة الأولى ليلعب معه خمسة مواسم ثم في موسم 2004–05 ليلعب معه خمسة مواسم ثم في موسم 2009–10 ولمدة موسمين، مشاركًا طوالها في 280 مباراة سجل خلالها 60 هدف. ثم انتقل إلى نادي مونتيري في موسم 2003–04 لمدة موسم واحد، حيث شارك في 28 مباراة سجل خلالها هدفين. لينتقل بعدها إلى نادي كولورادو رابيدز ما بين عامي 2007 و2008 لمدة موسم واحد، مشاركًا في 3 مباريات ولم يسجل أي هدف. ثم انتقل إلى دورادوس سينالوا في موسم 2007–08 لمدة موسم واحد، مشاركًا في 14 مباراة ولم يسجل أي هدف أيضًا. هذا وانتقل لاحقًا إلى نادي بويبلا في موسم 2008–09 في المرة الأولى لمدة موسم واحد ثم في موسم 2011–12 لمدة موسم واحد، مشاركًا طوالها في 21 مباراة سجل خلالها هدفين. ثم انتقل بعدها إلى نادي كوريكامينوس ‏ في موسم 2012–13 لمدة موسم واحد، مشاركًا في 8 مباريات ولم يسجل أي هدف.

## روابط خارجية
- دانييل أوسورنو على موقع الاتحاد الدولي (مؤرشف)  (الإنجليزية)
- دانييل أوسورنو على موقع الدوري الأمريكي (الإنجليزية)
- دانييل أوسورنو على موقع قاعدة بيانات كرة القدم.إي يو (الإنجليزية)
- دانييل أوسورنو على موقع بيانات كرة القدم. دي إي (الألمانية)
- دانييل أوسورنو على موقع ناشيونال فوتبول تيمز (الإنجليزية)
- دانييل أوسورنو على موقع Soccerway.com (الإنجليزية)
- دانييل أوسورنو على موقع عالم كرة القدم.نت (الإنجليزية)